# Wolfgang Zeidler
Wolfgang Zeidler (* 2. September 1924 in Hamburg; † 31. Dezember 1987 in Meran) war ein deutscher Jurist und Präsident des Bundesverfassungsgerichts von 1983 bis 1987.

## Leben
Wolfgang Zeidler, Sohn des sozialdemokratischen Oberschulrates Curt Zeidler, absolvierte die Gelehrtenschule des Johanneums, studierte ab 1945 an der Universität Hamburg und wurde 1951 bei Hans Peter Ipsen zum Dr. jur. promoviert. Während des Studiums war das SPD-Mitglied (seit 1945) Zeidler 1946 Mitbegründer und erster Bundessekretär des Sozialistischen Deutschen Studentenbundes (SDS).
Nach dem Examen (der juristischen Staatsprüfung 1950 und 1953) war Zeidler zunächst als Richter am Landgericht und 1961 bis 1966 als Verwaltungsgerichtsrat am Verwaltungsgericht Hamburg sowie in der Verwaltung der Freien und Hansestadt Hamburg tätig. Von 1966 bis 1967 war er dort Leitender Regierungsdirektor. Zwischenzeitlich wurde er als wissenschaftlicher Mitarbeiter zu Erna Scheffler an das Bundesverfassungsgericht in Karlsruhe abgeordnet, wo er von August 1967 bis Juni 1970 als jüngster Bundesverfassungsrichter tätig war.
Im Jahr 1970 wurde er Präsident des Bundesverwaltungsgerichts in (damals) Berlin. Anschließend kehrte er nach Karlsruhe zurück, wurde 1975 Vizepräsident und 1983 schließlich Präsident des Bundesverfassungsgerichts. Dieses Amt bekleidete er bis zu seiner Verabschiedung in den Ruhestand im November 1987. Diesen plante er ursprünglich als Rechtsberater der südwestafrikanischen Regierung. Nach der Lektüre Things Fall Apart des nigerianischen Autors Chinua Achebe über die Zerstörung lokaler Strukturen durch Kolonialismus und Imperialismus entschied er sich dagegen, auch um die Apartheidsregierung nicht mit seinen Diensten zu unterstützen.
Ab 1979 war er Vorsitzender der Deutsch-Britischen Juristenvereinigung. 1986 wurde er außerdem zum Ehrenpräsidenten der Deutsch-Koreanischen juristischen Gesellschaft ernannt. Er war zudem zwei Jahre Research Fellow an der Harvard University gewesen und Professor.
Silvester 1987 starb Zeidler bei einem Bergunfall in Südtirol.

## Auszeichnungen
- 1987: Großes Goldenes Ehrenzeichen am Bande für Verdienste um die Republik Österreich[2]
- 1987: Großkreuz des Bundesverdienstkreuzes

## Veröffentlichungen
- Auswirkungen der westdeutschen Landesverfassungen auf das Bonner Grundgesetz. Dissertation. Hamburg 1950
- mit Theodor Maunz, Gerd Roellecke (Hrsg.): Festschrift Hans Joachim Faller. Beck, München 1984, ISBN 3-406-09597-6